# Martin Kirschner (polityk)
Martin Kirschner (ur. 10 listopada 1842, zm. 13 września 1912) – niemiecki polityk samorządowy, burmistrz Berlina w latach 1899–1912.
Ojciec Kirschnera był lekarzem w Świebodzicach na Śląsku. W 1852 rodzina przeniosła się do Wrocławia, gdzie ukończył gimnazjum. Tam też oraz w Heidelbergu i Berlinie studiował.
Jego synem był znany chirurg Martin Kirschner.